# Jacques de Lévis, comte de Caylus

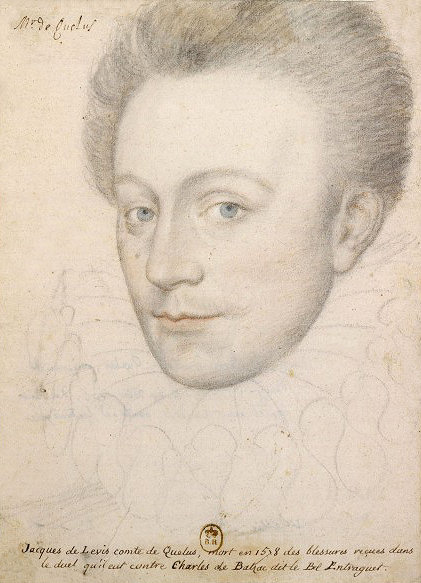
Zeitgenössisches Porträt Jacques de Lévis’ von François Quesnel

Jacques de Lévis, comte de Caylus, auch de Quélus nach nordfranzösischer Schreibweise, (* 1554; † 29. Mai 1578 im Hôtel de Boissy in Paris) war Seneschall von Rouergue und einer der Mignons des französischen Königs Heinrich III. Er ist heute vor allem durch seine Teilnahme an dem Duell der Mignons bekannt.

## Leben

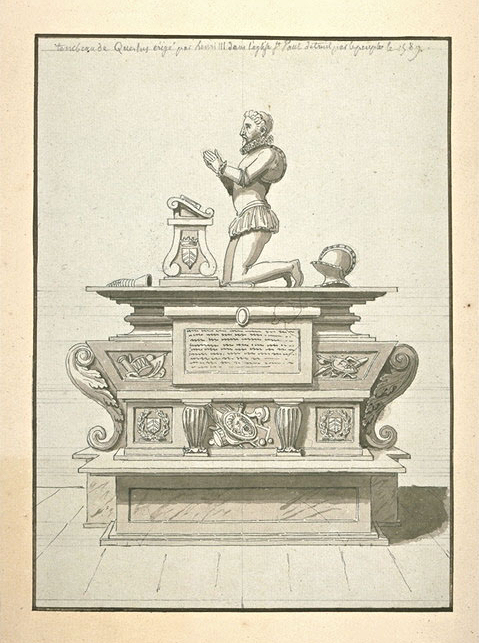
Das Grabmal Jacques de Lévis’ in der Kirche Saint-Paul, Zeichnung eines unbekannten Künstlers

Jacques kam als erstes Kind Antoine de Lévis’ und seiner ersten Frau Balthazarde de Lettes-Desprez, Witwe von Antoines älterem Bruder Jean, zur Welt. Er folgte seinem Vater im Amt des Seneschalls von Rouergue nach. Sein Cousin Henri de Saint-Sulpice war ebenfalls ein Mignon Heinrichs III. von Frankreich.
Unter Führung Heinrichs III. – zu jener Zeit noch Herzog von Anjou – nahm er 1573 an der Belagerung von La Rochelle teil und befand sich 1574 während Heinrichs kurzer Amtszeit als König von Polen in dessen Gefolge. Als Heinrich nach dem Tod seines Bruders Karl IX. französischer König wurde, kehrte er mit ihm nach Frankreich zurück.
Als sich Jacques de Lévis über den Umgang Charles' de Balzac, baron d'Entragues, mit einer „Dame, die eher schön denn keusch“ war, lustig machte, nahm Charles de Balzac diese Spöttelei zum Anlass, Lévis am 26. April 1578 auf dem Hof des Louvre zu einem Duell herauszufordern. Der Kampf fand am nächsten Morgen auf dem Marché aux Chevaux (deutsch: Pferdemarkt) nahe der Bastille statt und ging unter dem Namen „Duell der Mignons“ in die französische Geschichte ein.
Lévis wurde dabei durch 19 Schwerthiebe Balzacs schwer verwundet und kämpfte anschließend unter ärztlicher Aufsicht im Hôtel de Boissy 33 Tage lang um sein Leben, erlag aber seinen Verletzungen. Während dieser Zeit wich Heinrich III. nicht vom Krankenbett seines Freundes und lobte 10.000 Francs für denjenigen Arzt aus, der ihn durch seine Behandlung wieder genesen ließ. Jacques de Lévis selbst stellte er 10.000 Écus in Aussicht, sollte er wieder gesunden. Doch Lévis starb am 29. Mai 1578 im Alter von etwa 24 Jahren an seinen Verletzungen in den Armen des Königs. Noch auf dem Sterbebett hatte er sich darüber beklagt, dass sein Gegner unfair gekämpft und neben dem Schwert noch einen Dolch benutzt habe, den er selbst vergessen hatte.
Heinrich III. ließ ihm zu Ehren ein prachtvolles Grabmal in der Pariser Kirche Saint-Paul errichten und ihn dort beerdigen. Das Grab wurde aber im Januar 1589 nach dem Mord an Henri I. de Lorraine, den Heinrich III. in Auftrag gegeben hatte, von aufgebrachten Anhängern der Guisen zerstört. Das Epitaph „Non injuriam, sed mortem patienter tulit“ (deutsch: „Er ertrug den Tod geduldig, nicht aber die Ungerechtigkeit“) hatte der König selbst verfasst.